# Prodoxus aenescens
Prodoxus aenescens är en fjärilsart som beskrevs av Riley 1881. Prodoxus aenescens ingår i släktet Prodoxus och familjen knoppmalar. Inga underarter finns listade i Catalogue of Life.